# بيتار بتروف
بيتار بتروف (بالبلغارية: Петър Петров)‏ (19 أبريل 1984 في بلغاريا - ) هو لاعب كرة قدم بلغاري في مركز الوسط. لعب مع بوتيف فراتسا ونادي رابوتنيتشكي وFC Botev Ihtiman ‏ وFC Minyor Pernik ‏ وFC Montana ‏ وسبتمفري صوفيا وOFC Bdin Vidin ‏ وFC Vitosha Bistritsa ‏.

## وصلات خارجية
- بيتار بتروف على موقع قاعدة بيانات كرة القدم.إي يو (الإنجليزية)